# Artropatia
Una artropatia (del grec árthron, articulació i páthos, malaltia) és un terme mèdic per a qualsevol malaltia de l'articulació.
Una artritis és qualsevol artropatia que implica la inflamació d'una o més articulacions. Artrosi s'utilitza normalment com a sinònim d'osteoartritis (inflamació de l'os i l'articulació).
Espondiloartropatia significa artropatia de la columna vertebral.
L'artropatia pot incloure condicions causades per un trauma físic a les articulacions, però s'utilitza més tradicionalment per descriure les següents:
- Artropatia reactiva (M02-M03) és causada per una infecció, però no per una infecció de l'espai sinovial.
- Artropatia enteropàtica (M07) és secundària a una malaltia inflamatòria intestinal, com ara malaltia de Crohn.
- Artropatia per dipòsit de cristalls (M10-M11) implica la deposició de cristalls a les articulacions.
  - En la gota, el cristall és l'àcid úric.
  - En la pseudogota, el cristall és el pirofosfat de calci.
- Artropatia diabètica (M14.2, E10-E14) és secundària a la diabetis mellitus.
- Artropatia neuropàtica (M14. 6) s'associa amb pèrdua sensorial.